# 徐洪猛
徐洪猛（じょ・こうもう、1951年7月-　）は中国人民解放軍の軍人。出生地、籍貫地は、共に遼寧省綏中県。2014年12月、軍を退役した。

## 経歴
1951年7月遼寧省綏中県に生まれる。籍貫も同地である。海軍指揮学院を卒業、専攻は軍事戦略学。海軍第42潜水艦支隊支隊長、海軍舟山基地副司令員、海軍副参謀長を歴任。2006年8月南京軍区副司令員及び海軍東海艦隊司令員を兼任。2007年海軍中将に昇格する。2009年12月海軍副司令員となる。2014年12月、軍を退役する。
2008年に全国人民代表大会の中国人民解放軍の代表に選ばれる。第11届全国人民代表大会代表。